# Band.com.br
Band.com.br é um portal de notícias do Grupo Bandeirantes de Comunicação. Foi lançado em 28 de junho de 2011, substituindo o antigo portal eBand, e tem hospedagem no portal UOL.

## História
Em 13 de julho de 2009 é lançado o portal eBand. O portal, semelhante ao G1, R7 e à Globo.com, contém notícias jornalísticas e de entretenimento, colunistas, vídeos, blogs e uma exclusiva página para os twitters dos artistas, programas e outras emissoras do Grupo Bandeirantes. O Mais Band, antigo media center do Grupo Bandeirantes, e o site da Band foram incorporados ao eBand. O portal foi o primeiro no Brasil a ter um aplicativo para comentários de notícias pelo Facebook. O site agrega algumas de suas afiliadas próprias pelo Brasil.
O site ficou no ar até 27 de junho de 2011, quando foi substituído pelo novo Band.com.br, com um visual renovado, bem diferenciado do eBand.
Em 17 de outubro de 2012, Band e UOL anunciaram uma parceria. Com o acordo, toda a operação de hospedagem das propriedades digitais da Band ficou a cargo do UOLDiveo, empresa de infraestrutura e tecnologia do UOL. Ao mesmo tempo, todo o conteúdo do portal Band.com.br esta dentro do UOL. Em 2023, a Band.com.br fez parceria com a EqualWeb. Em julho de 2024, a Band.com.br e a Bandplay foram reformuladas.